# クヌ
クヌ（Qunu）は、南アフリカ共和国、東ケープ州に属する村。人口213人（2011年）。ウムタタの32㎞南西にあり、ウムタタとバターワースとを結ぶ道路上にある。
ネルソン・マンデラは、クヌ村からM'bashe川を挟んだ隣村であるMvezo村で生まれ、父親がMvezoの首長を退任した後はクヌで育ち、マンデラが大統領を退任した後はクヌに戻った。マンデラの自伝である「自由への長い道」において、彼は幼少期で最も幸せな時期を過ごした場所としてクヌを回顧している。
2013年12月15日、マンデラは国葬をもってクヌに埋葬された。

## ギャラリー

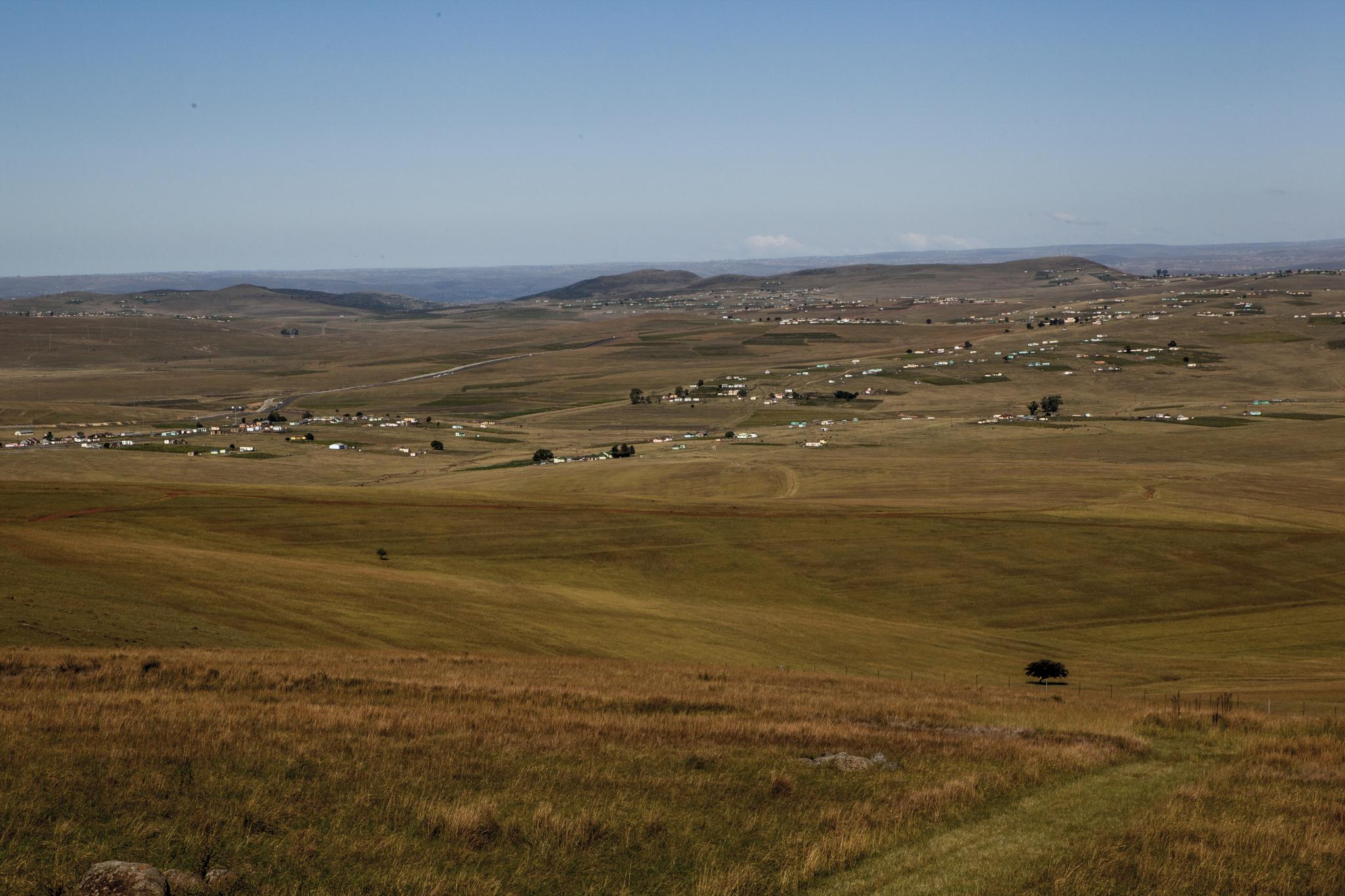
俯瞰
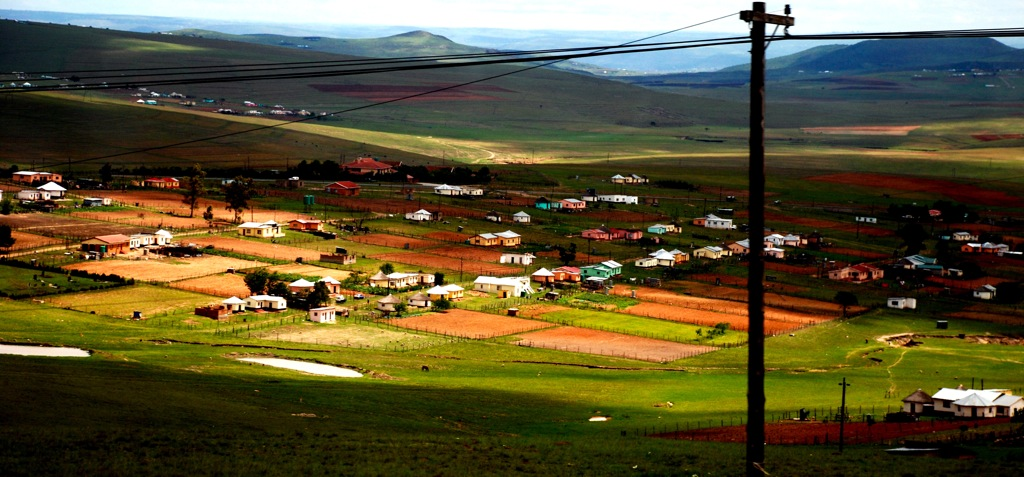
空撮